# تموچین (کمیک)
تموچین (به انگلیسی: Temugin) یک شخصیت تخیلی و ابرتبه‌کارانه در کتاب‌های کامیک می‌باشد. این کاراکتر به دست رایان اوگاداوا و مایک گرل خلق شده و در مرد آهنی شماره ۵۳ام (۲۰۰۲) معرفی شد.
وی همچنین عضو گروه‌های خلافکارانه‌ای چون مأموران اطلس است.
جدا از کتاب‌های کامیک، شرکت مارول از تموچین در دیگر کالاهای خود از جمله پوشاک، اسباب‌بازی، ورق بازی، انیمیشن‌های تلویزیونی و بازی‌های رایانه‌ای استفاده کرده است.
تموچین، که پسر ماندرین، دشمن خونی مرد آهنی است، نام خود را از جد بزرگش، چنگیزخان مغول گرفته است.